# Musée d'Art Fuji de Tokyo
Le musée d'Art Fuji de Tokyo – en japonais 東京富士美術館 – est un musée d'art à Hachiōji, dans la métropole de Tokyo, au Japon. Il a ouvert début novembre 1983. Il conserve des œuvres originaires d'Asie, mais aussi d'Europe.

## Collections

### Art européen

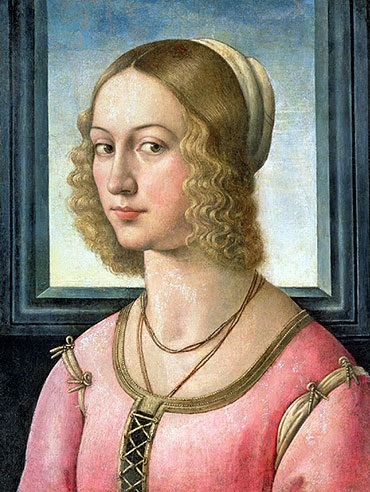
Domenico Ghirlandaio.
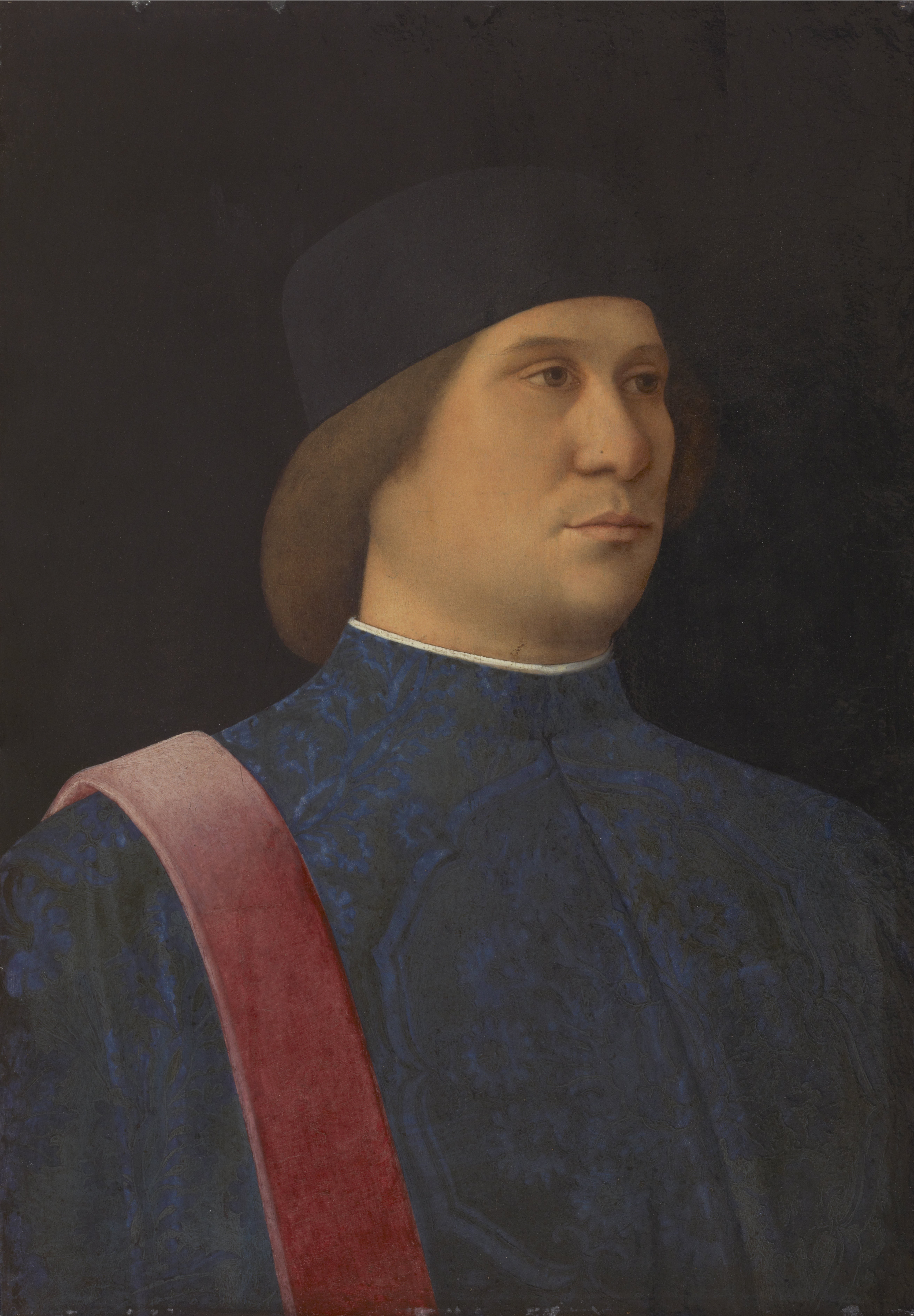
Giovanni Bellini.
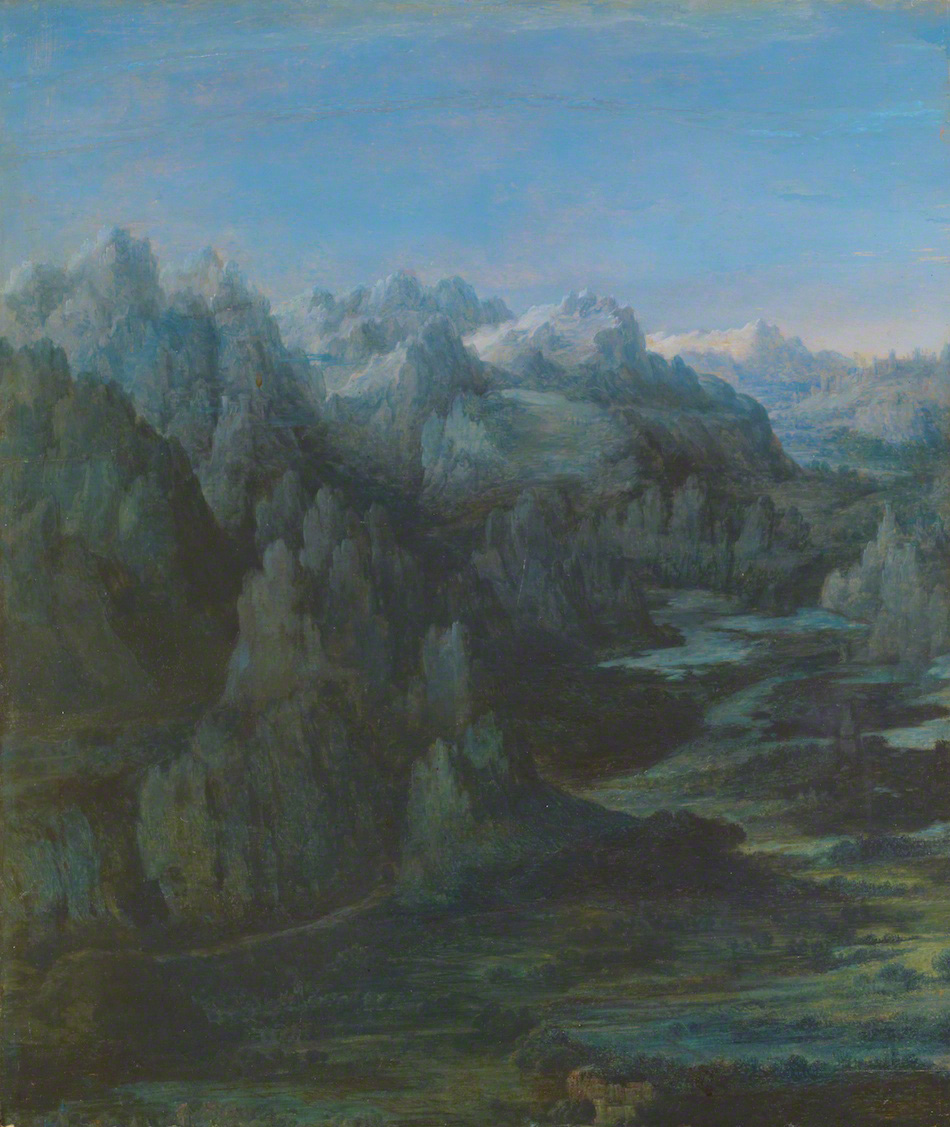
Albrecht Altdorfer.
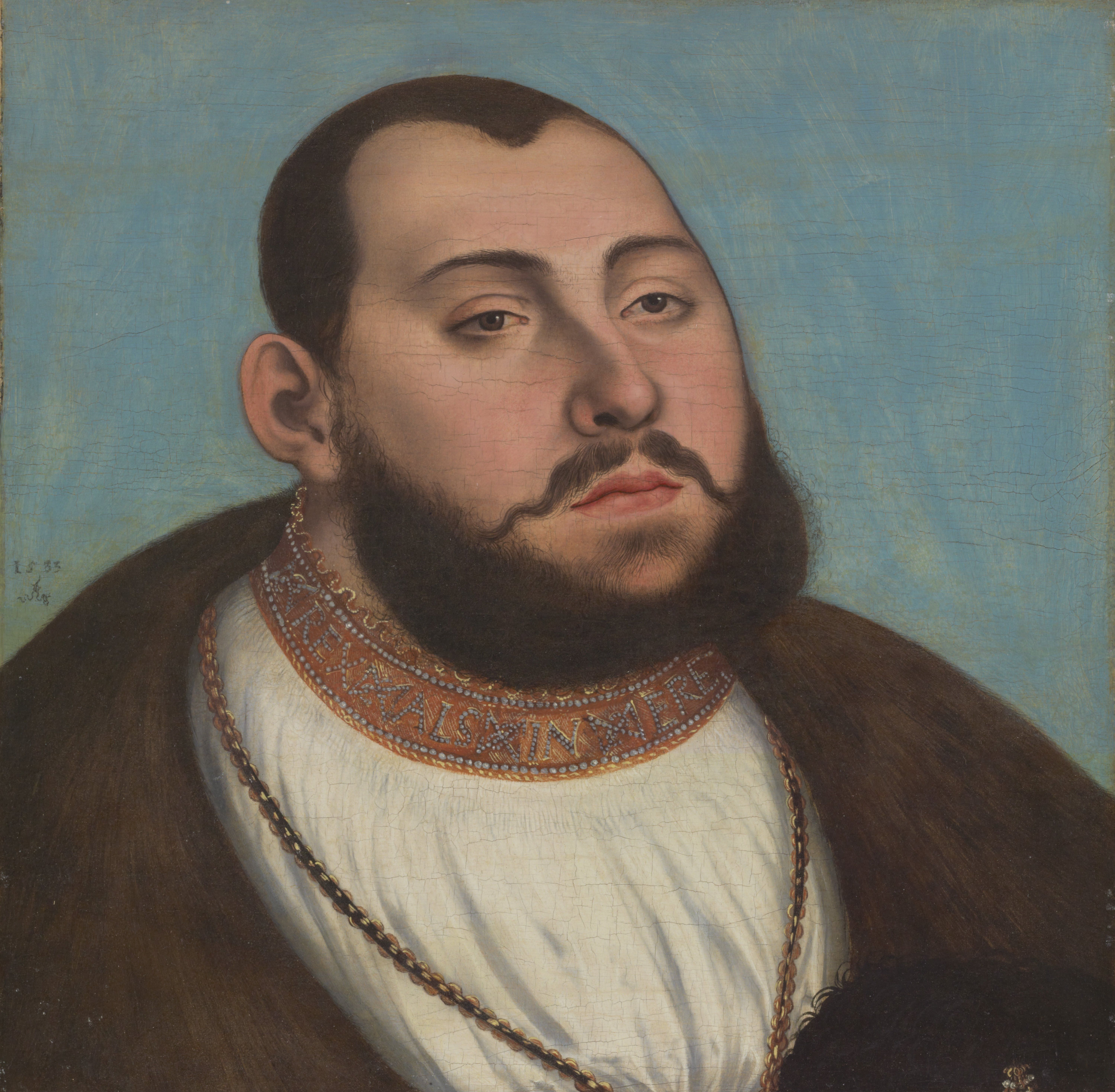
Lucas Cranach l'Ancien.
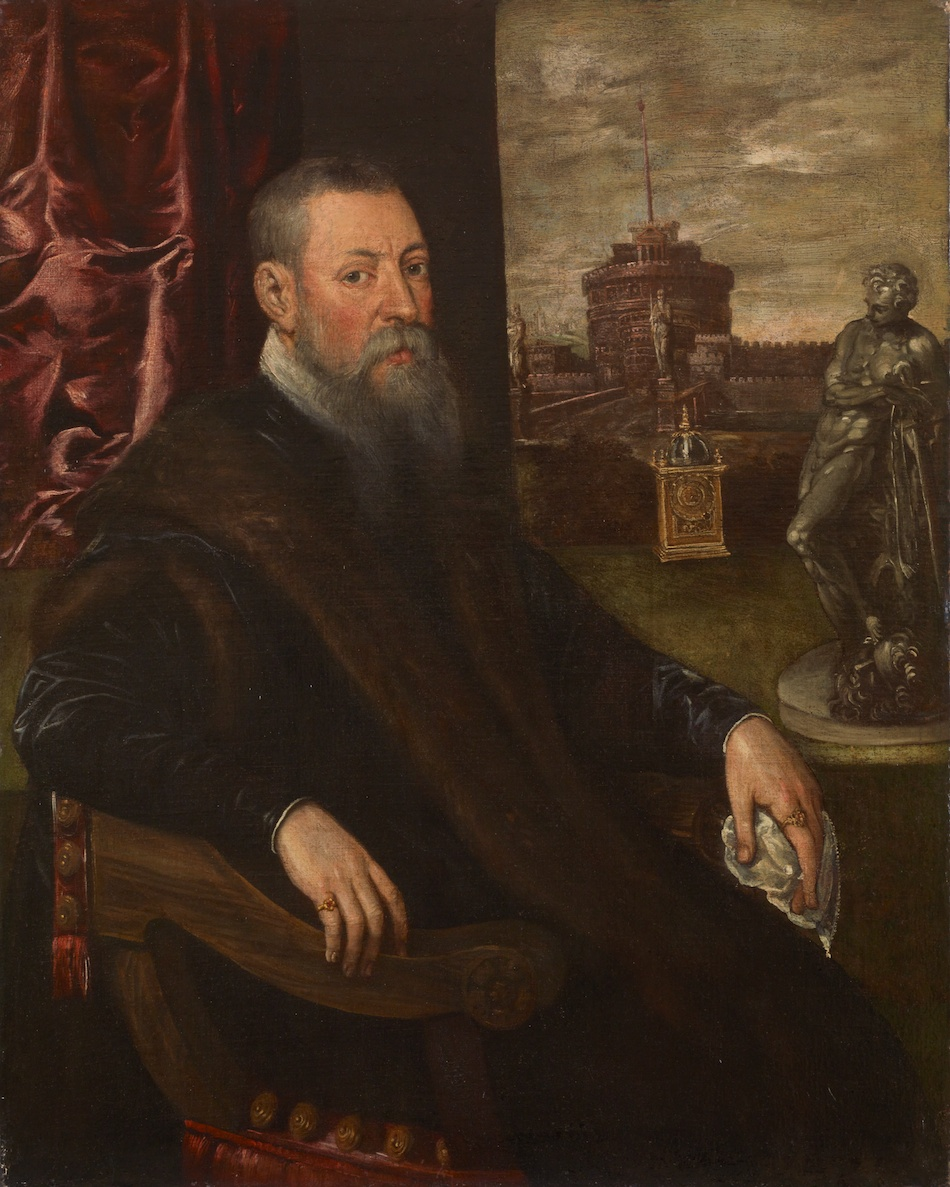
Le Tintoret.
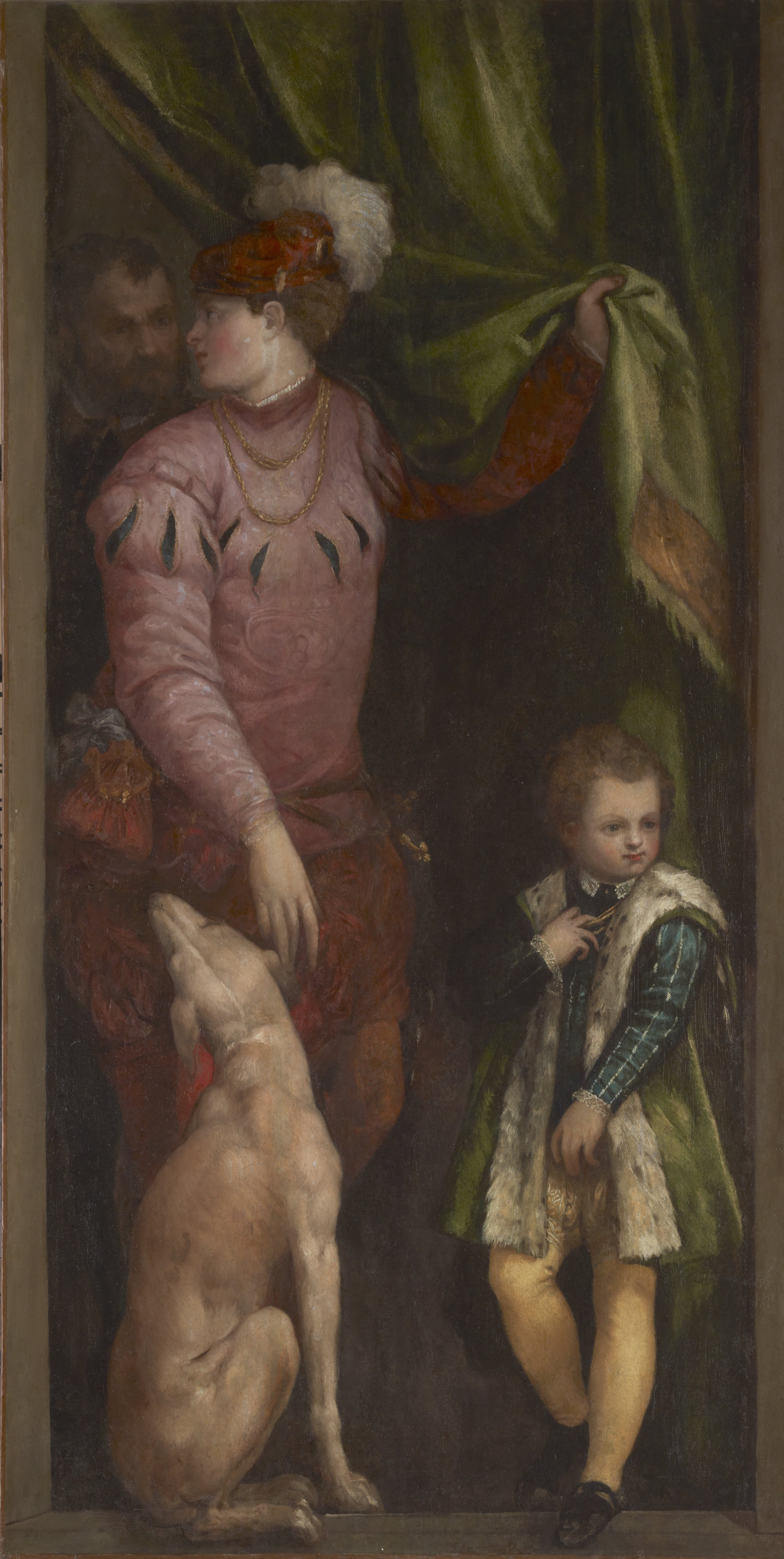
Paul Véronèse et atelier.
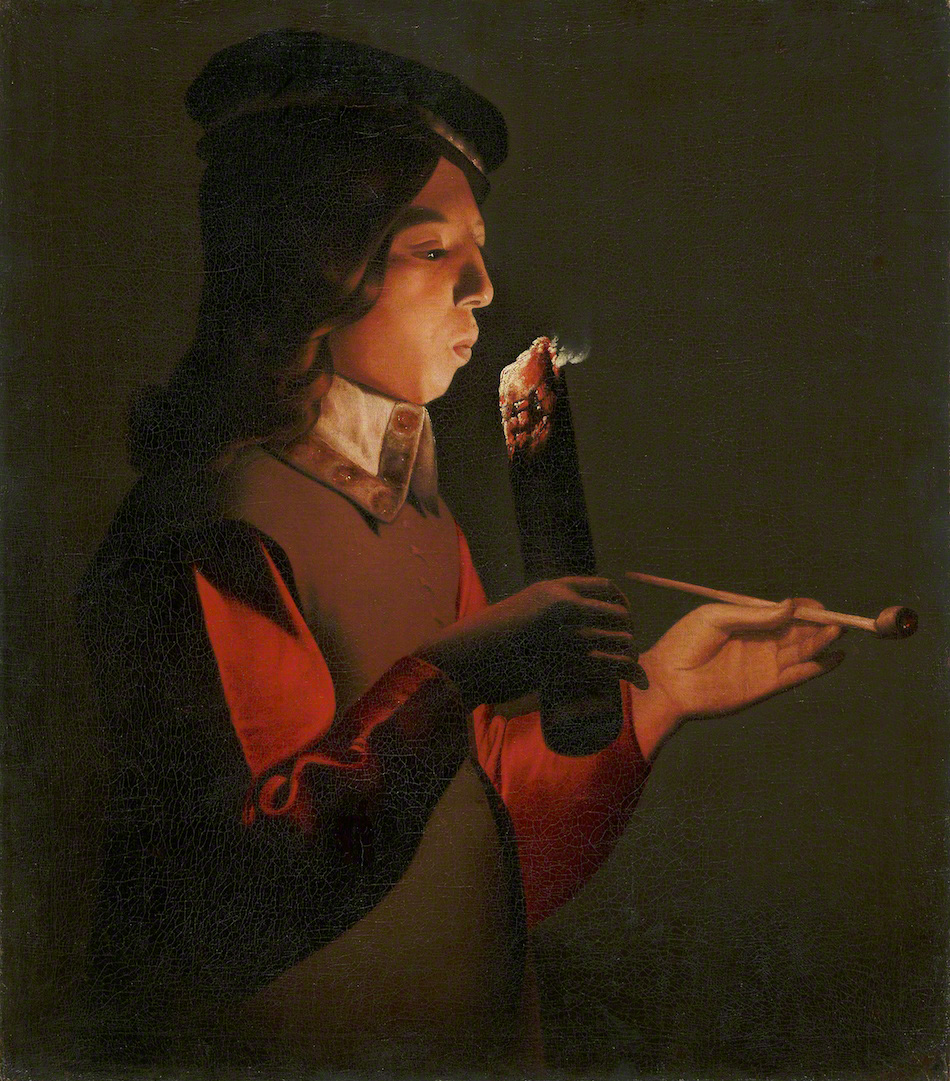
Georges de La Tour – Le Souffleur à la pipe, 1646.
Nicolas Lancret et Antoine Watteau.
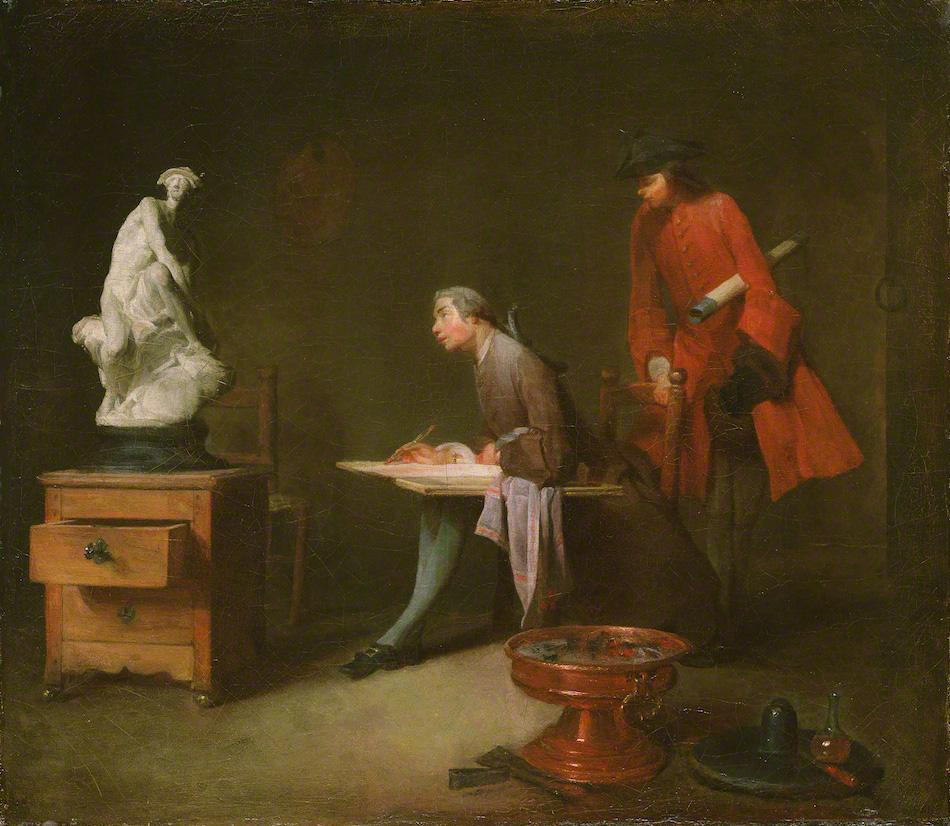
Jean Siméon Chardin.
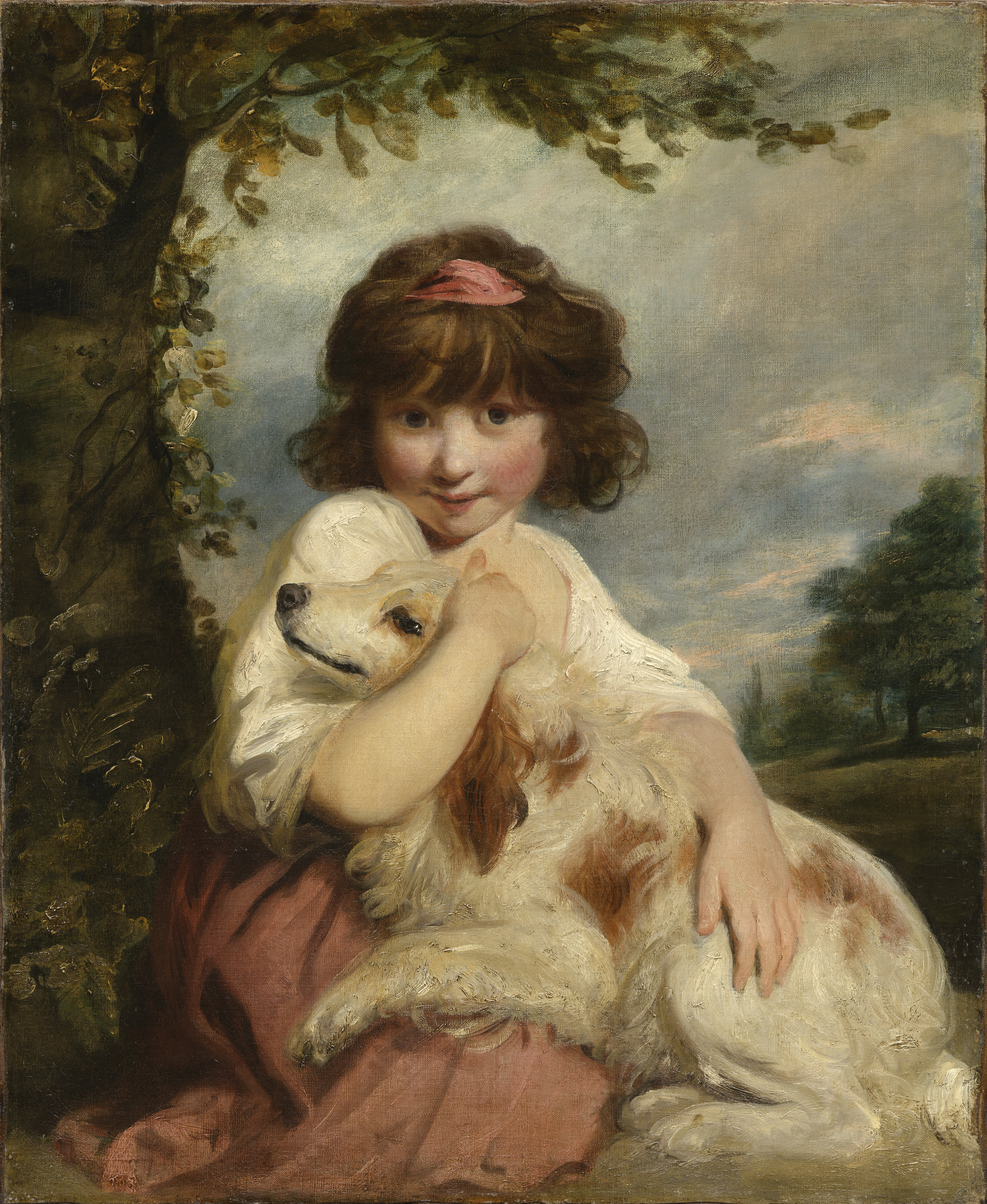
Joshua Reynolds.
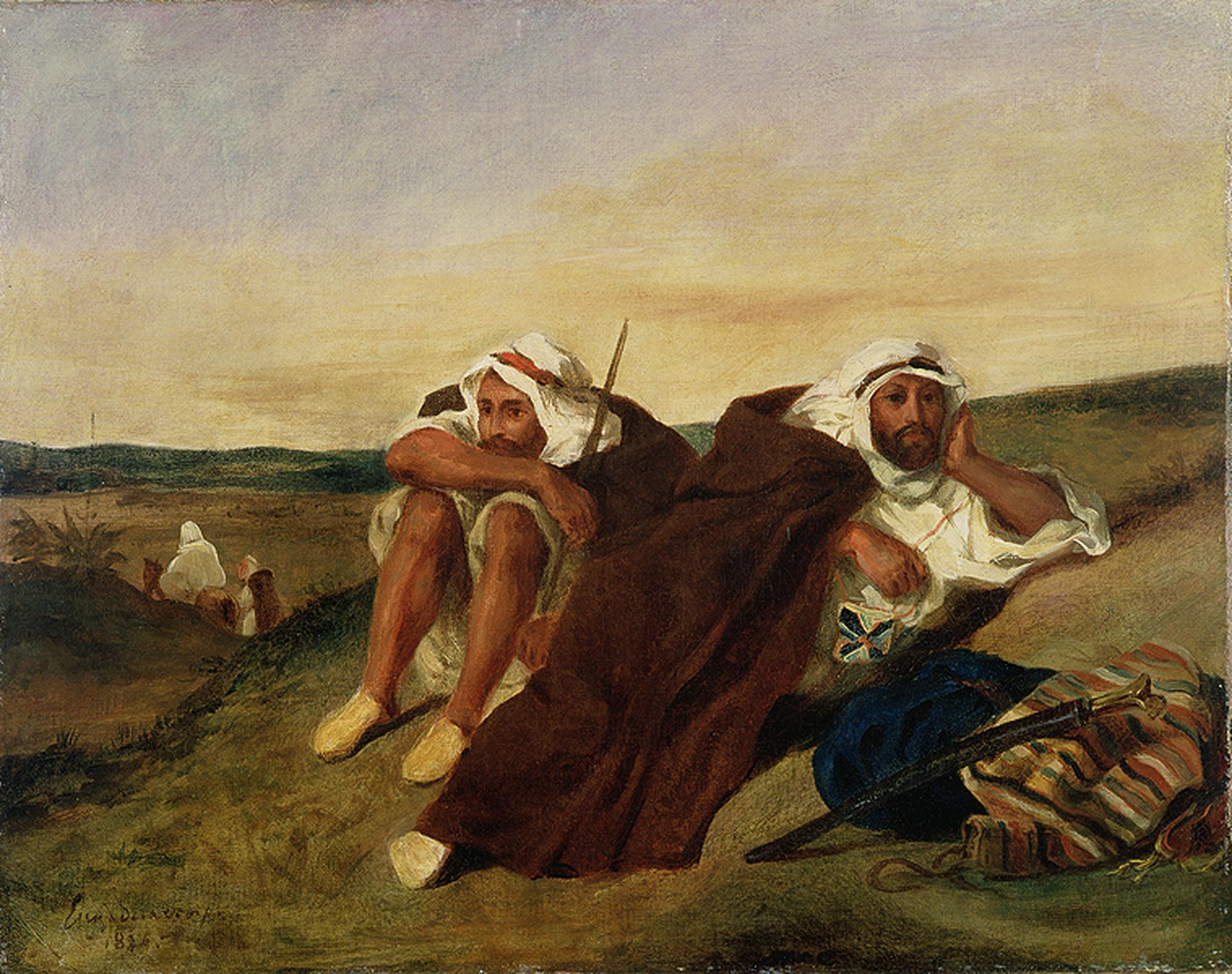
Eugène Delacroix.
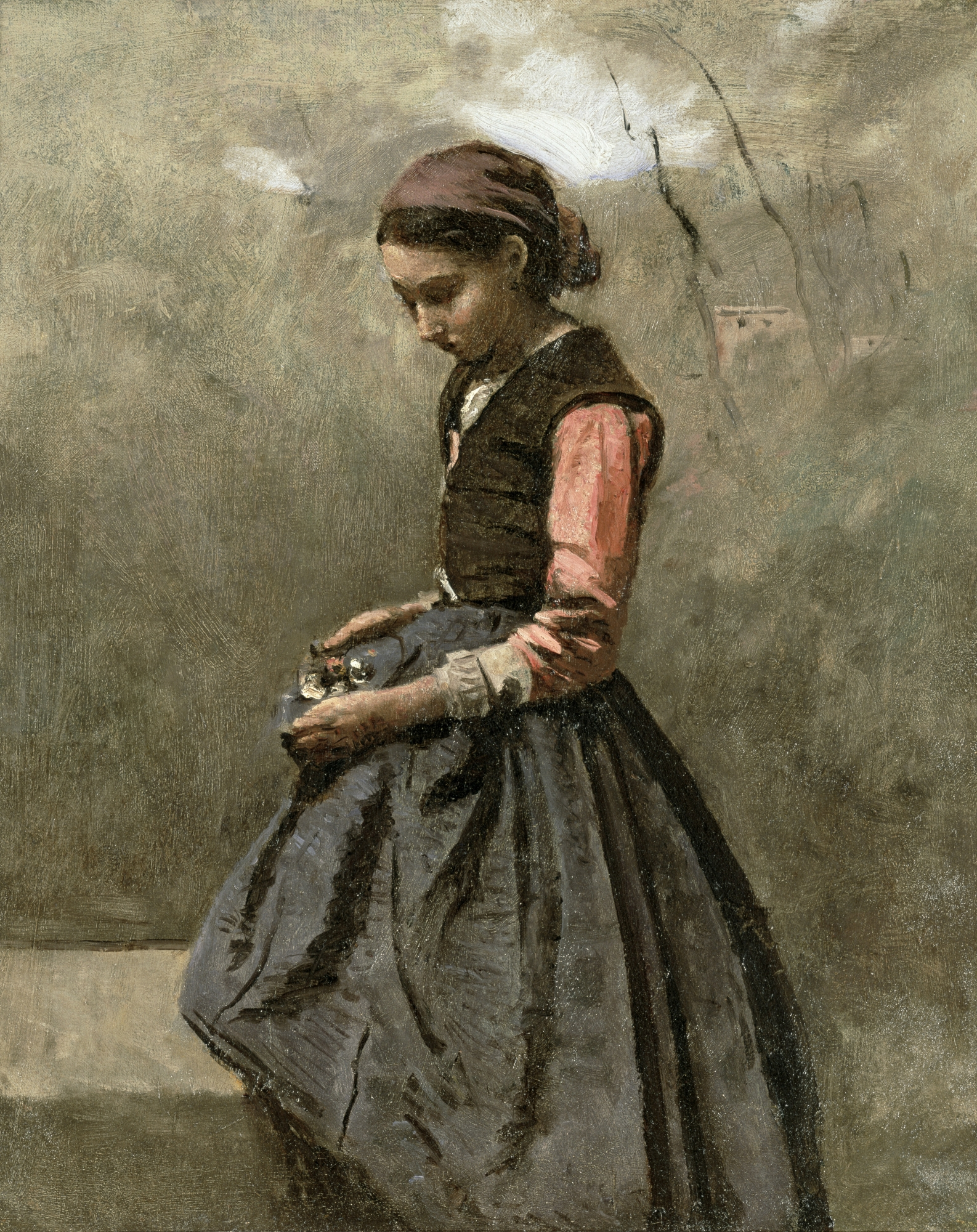
Jean-Baptiste Camille Corot.
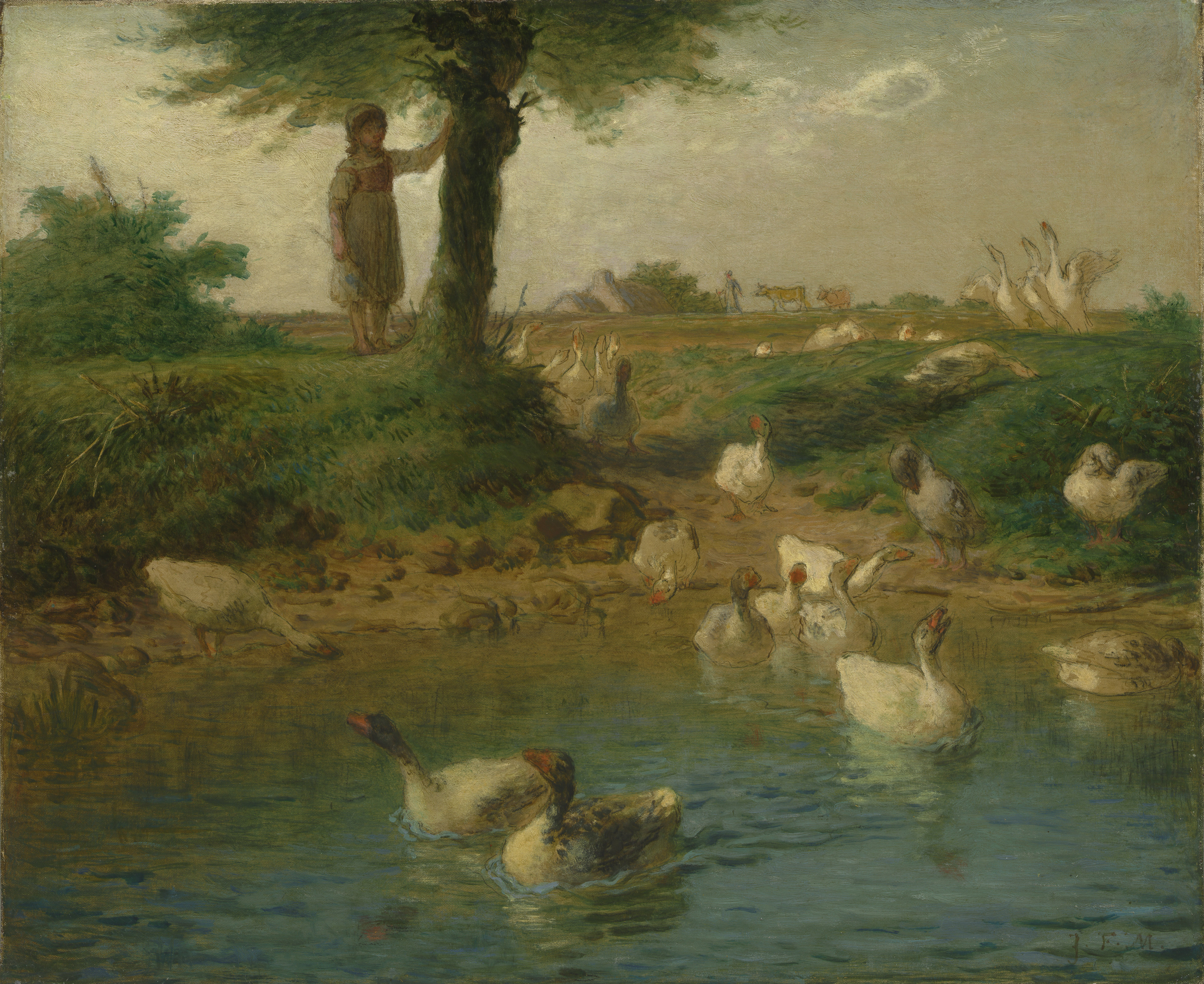
Jean-François Millet.
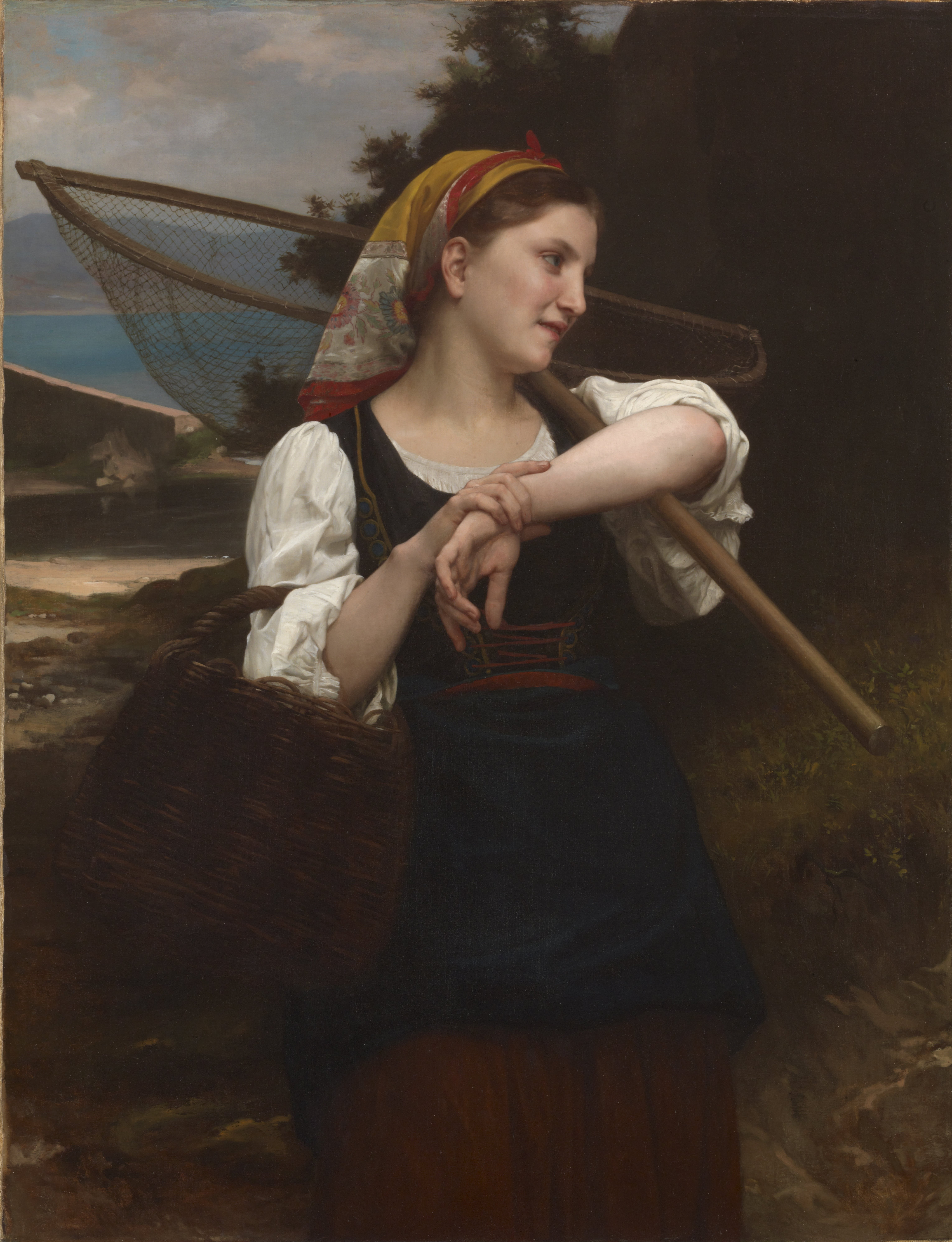
William Bouguereau.
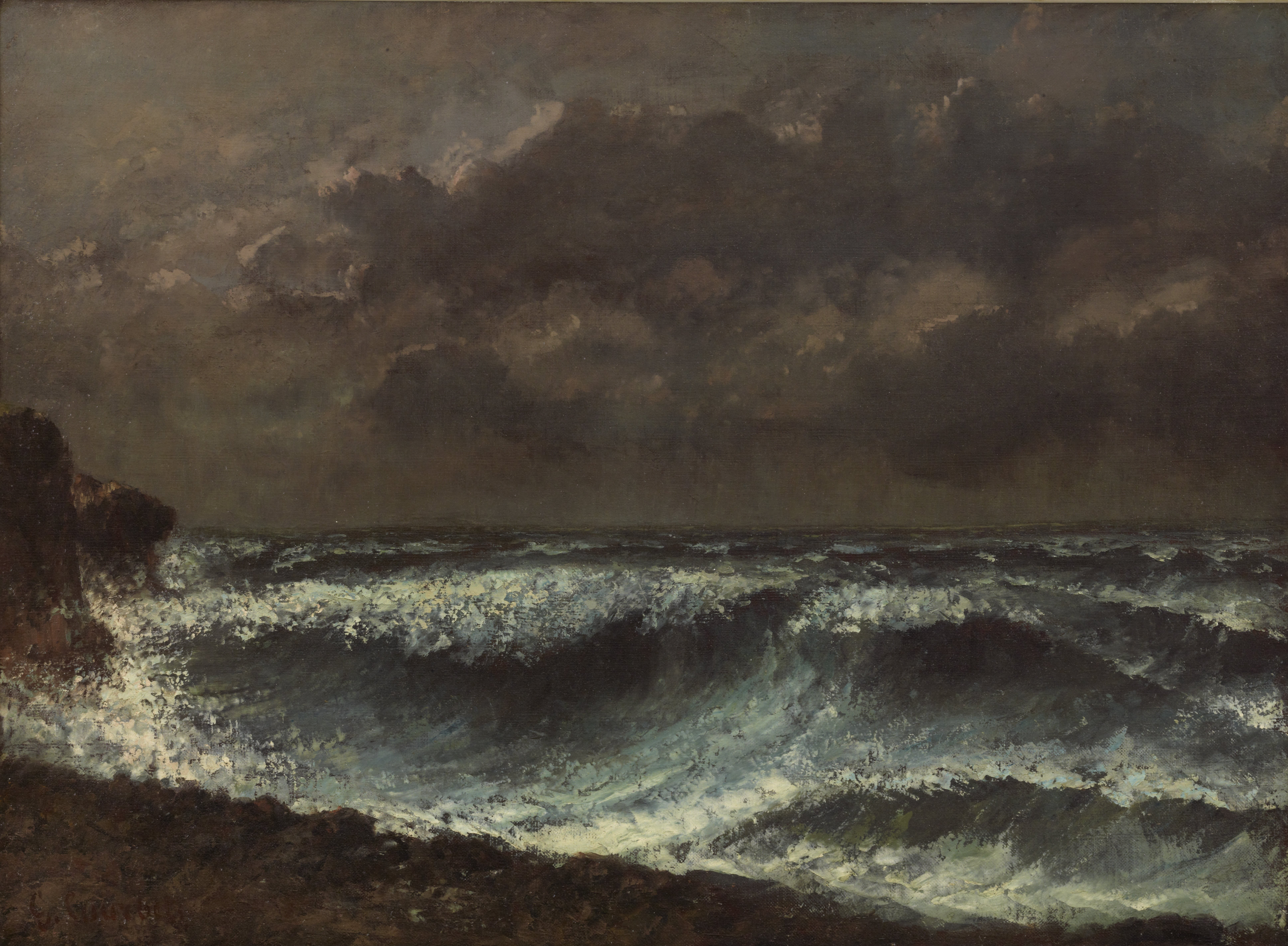
Gustave Courbet.
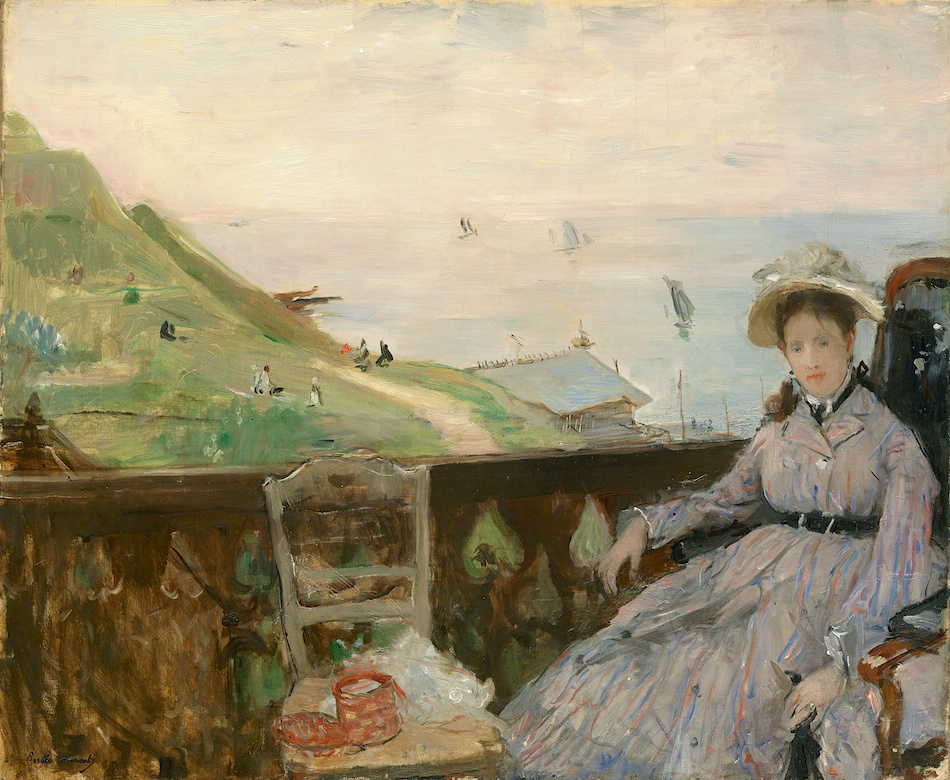
Berthe Morisot.
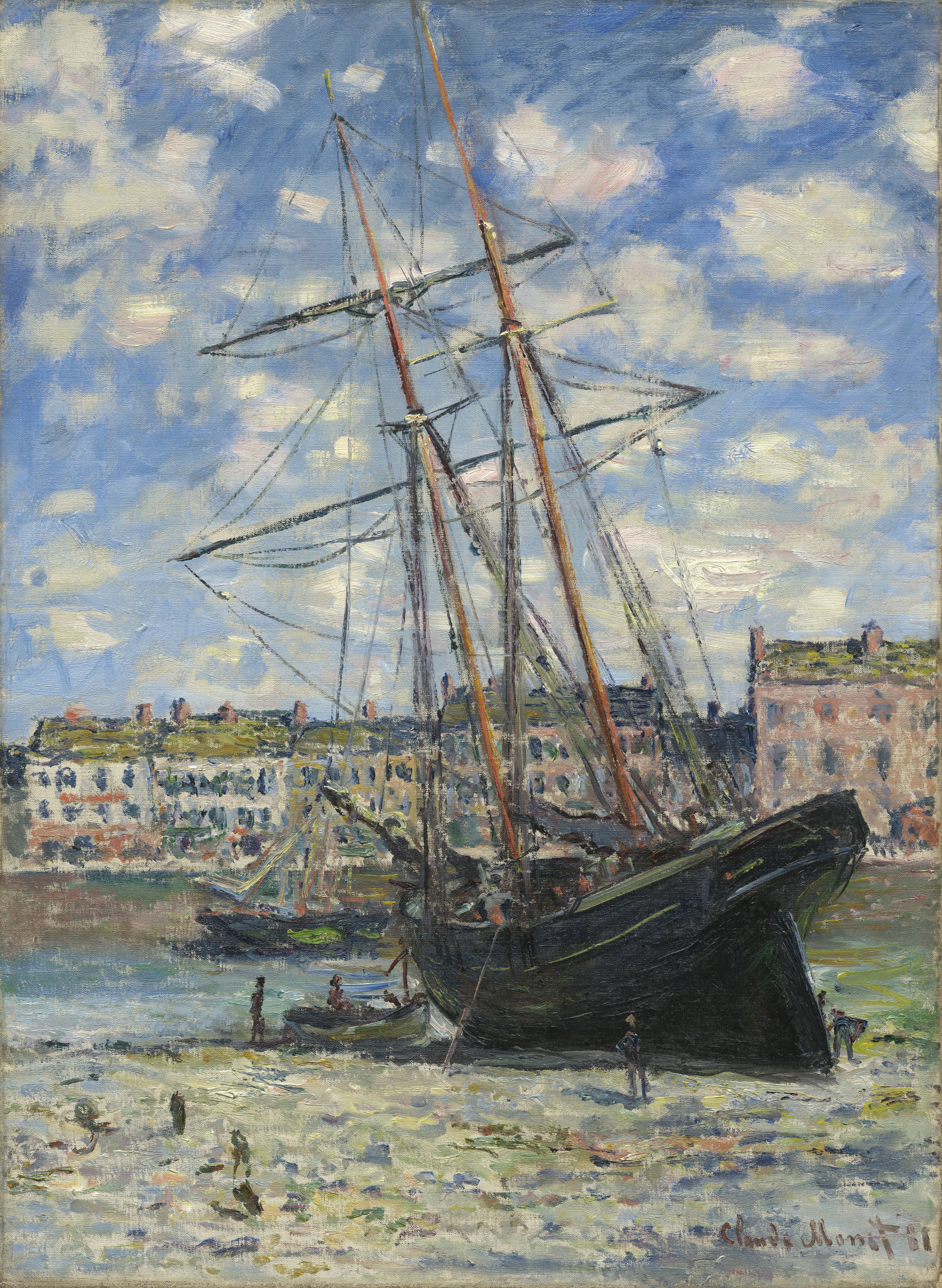
Claude Monet.
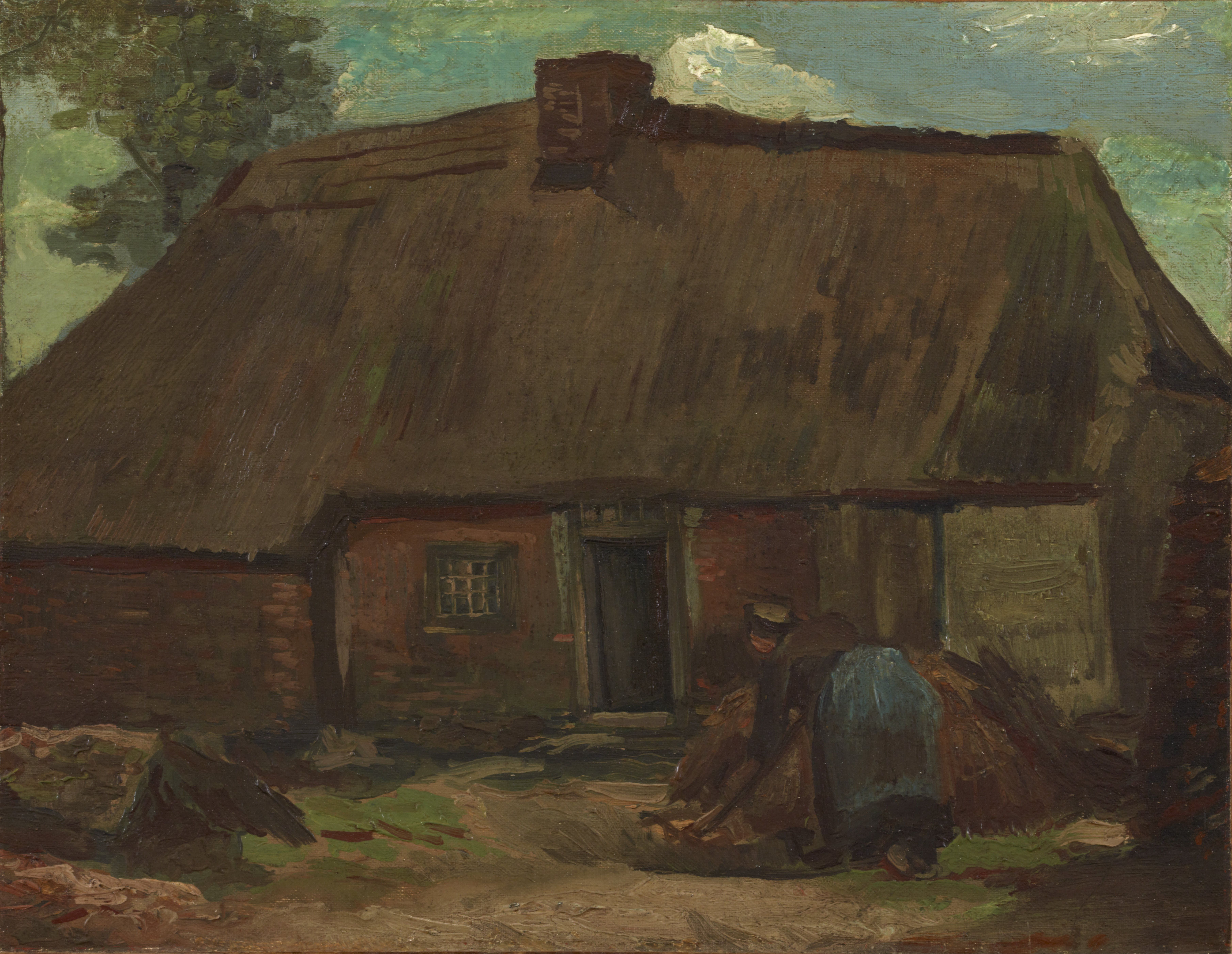
Vincent van Gogh.
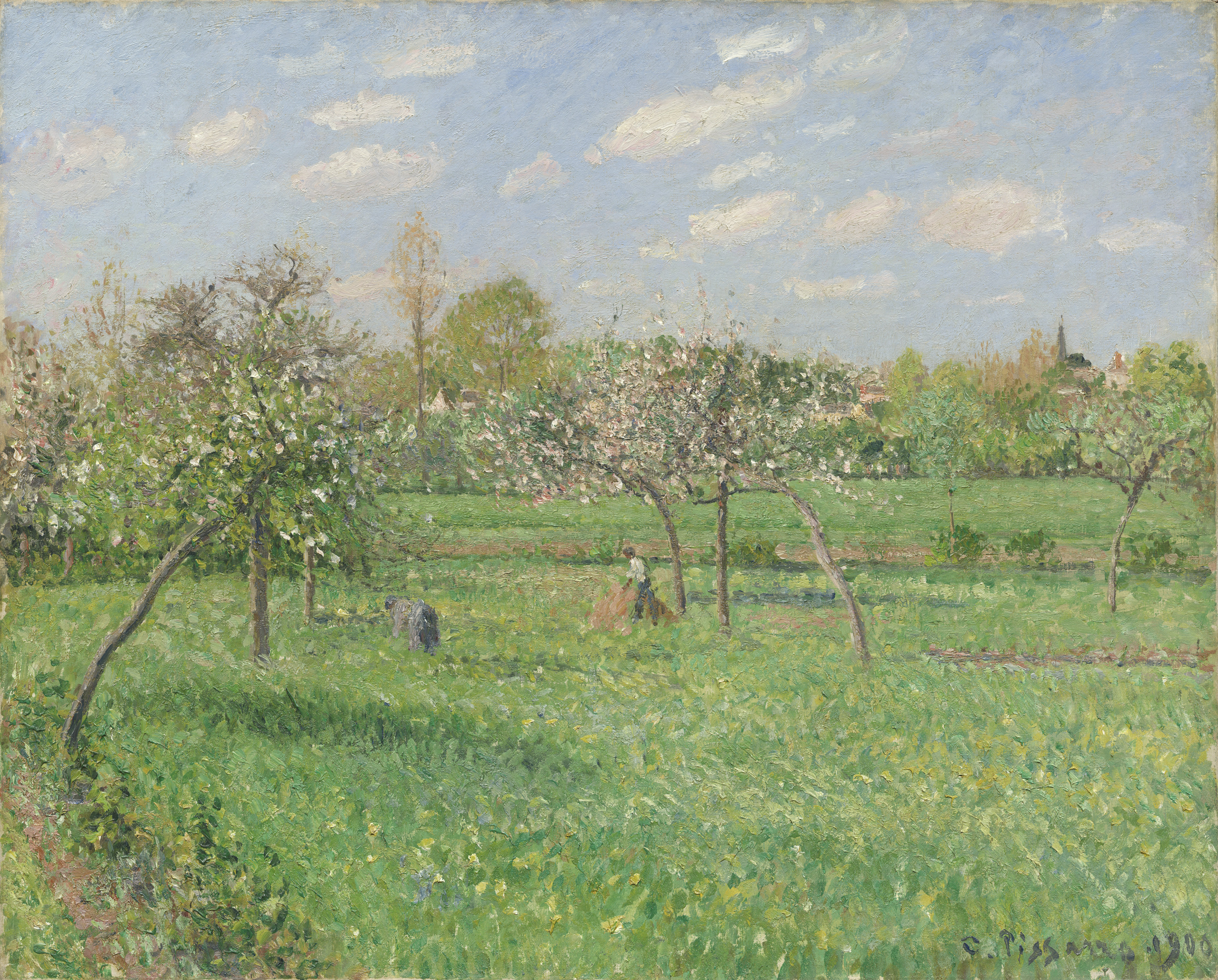
Camille Pissarro.
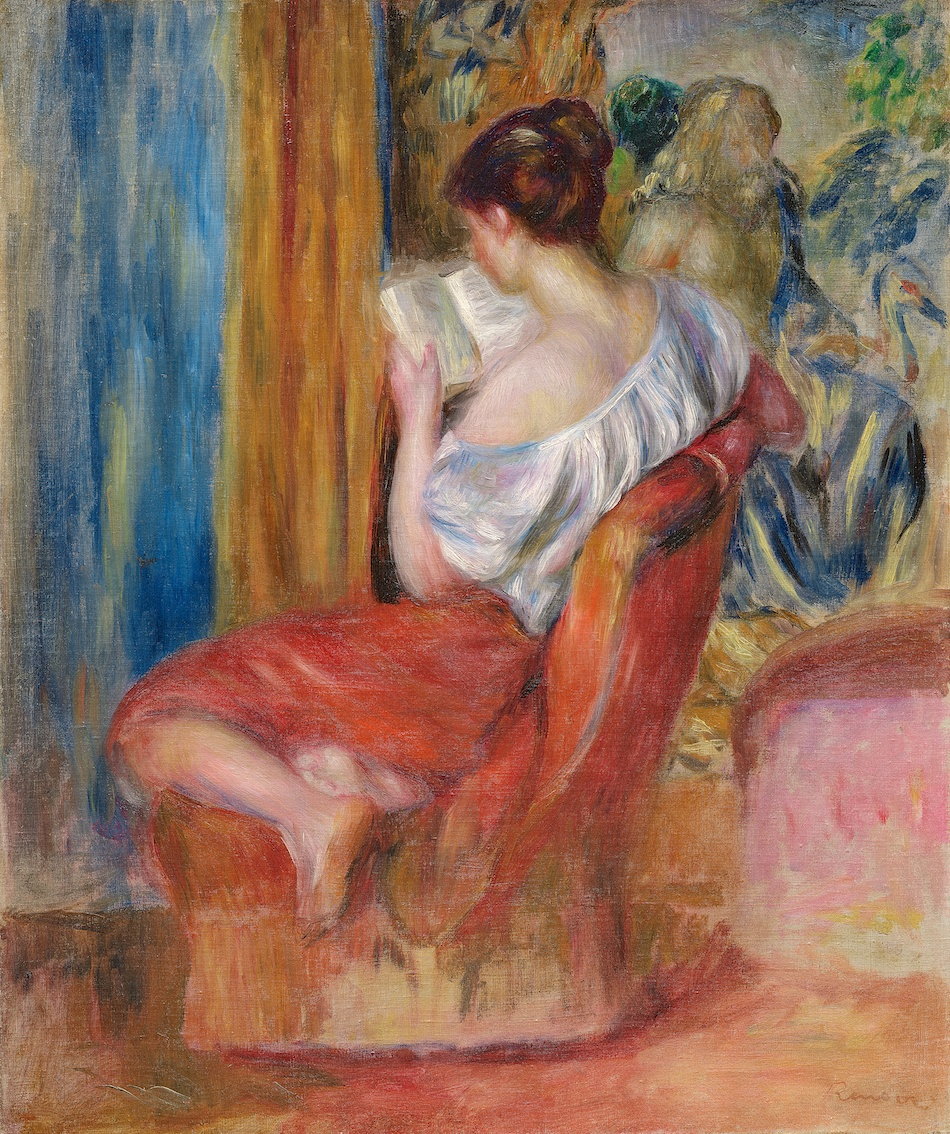
Auguste Renoir.
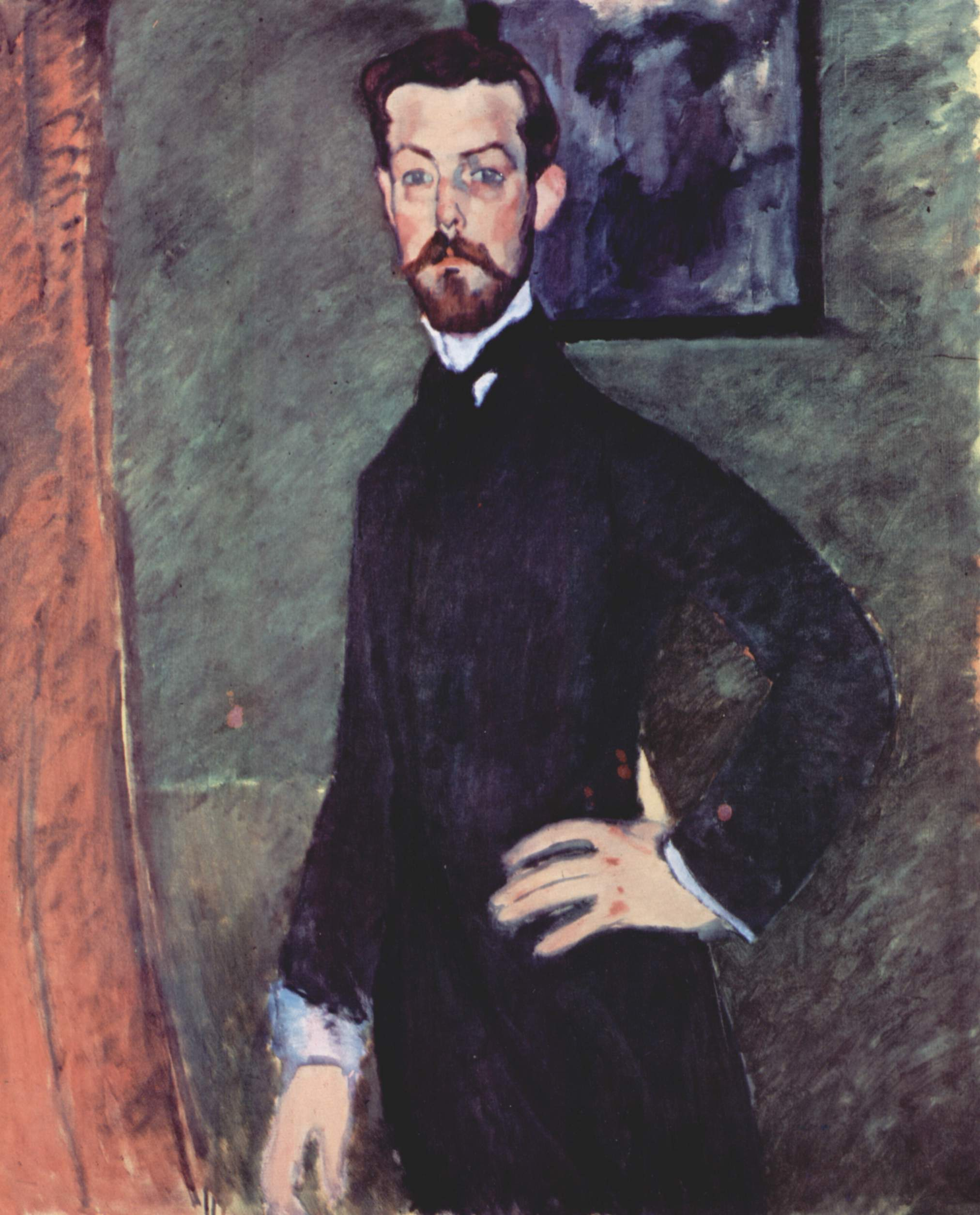
Amedeo Modigliani.